# Serra del Julivert
La Serra del Julivert és una serra situada al municipi de Poboleda a la comarca del Priorat, amb una elevació màxima de 689 metres.